# Discogobio caobangi
Discogobio caobangi är en fiskart som beskrevs av Nguyen 2001. Discogobio caobangi ingår i släktet Discogobio och familjen karpfiskar. Inga underarter finns listade i Catalogue of Life.